# Топильская, Ольга Александровна
Ольга Александровна Топильская (род. 4 октября 1990 года, Саратов) — российская легкоатлетка, специализирующаяся в беге на 400 метров. Двукратная чемпионка Универсиады 2011 года. Серебряный призёр чемпионата России 2013 года. Мастер спорта России международного класса.

## Биография
Ольга Александровна Топильская родилась 4 октября 1990 года в Саратове. Родители — бывшие бегуны-спринтеры. В 2001 году начала заниматься лёгкой атлетикой на стадионе «Торпедо» в МКОУ ДОД «СДЮСШОР № 6» под руководством Елены Петровны Крахтановой (в настоящее время - Прокофьевой). В 2004 году стала победительницей первенства России среди юношей и девушек в эстафетном беге 4×100 метров. С 2010 года Ольга тренировалась в Волгограде у Владимира Николаевича Типаева.
Чемпионка России среди молодёжи 2011 года. В 2011 году стала двукратной победительницей чемпионата Европы среди молодёжи и Универсиады в беге на 400 метров и в эстафете 4×400 метров. За эти достижения была номинирована на премию «Прорыв года» по версии ВФЛА. Участвовала в ряде международных коммерческих турниров.
Окончила факультет агропромышленного рынка Саратовского государственного аграрного университета имени Н. И. Вавилова по специальности «Стандартизация и сертификация продукции».
В 2012 году удостоена Почётной грамоты Президента Российской Федерации. В 2013 году стала бронзовым призёром чемпионата России в эстафете 4×400 метров, позже после дисквалификации сборной Свердловской области переместилась на второе место.
Завершила спортивную карьеру в 2016 году. В настоящее время работает тренером в Adidas Run Club Saratov и главным специалистом по корпоративной работе АО «Газпром газораспределение Саратовская область».

## Основные результаты

### Международные
| Год  | Соревнования                    | Место проведения | Место | Дистанция    | Результат |
| ---- | ------------------------------- | ---------------- | ----- | ------------ | --------- |
| 2011 | Чемпионат Европы среди молодёжи | Острава, Чехия   | 1     | 400 м        | 51,45     |
| 2011 | Чемпионат Европы среди молодёжи | Острава, Чехия   | 1     | эст. 4×400 м | 3:27,72   |
| 2011 | Универсиада                     | Шэньчжэнь, Китай | 1     | 400 м        | 51,63     |
| 2011 | Универсиада                     | Шэньчжэнь, Китай | 1     | эст. 4×400 м | 3:27,16   |

### Национальные
| Год  | Соревнования                 | Место проведения | Место  | Дистанция    | Результат |
| ---- | ---------------------------- | ---------------- | ------ | ------------ | --------- |
| 2011 | Чемпионат России в помещении | Москва           | 8 (q)  | 400 м        | 52,67     |
| 2013 | Чемпионат России в помещении | Москва           | 27 (q) | 400 м        | 55,34     |
| 2013 | Чемпионат России             | Москва           | 2      | эст. 4×400 м | 3:35,94   |
| 2014 | Чемпионат России в помещении | Москва           | 18 (q) | 400 м        | 54,36     |
| 2014 | Чемпионат России             | Казань           | 17 (q) | 400 м        | 54,97     |
| 2015 | Чемпионат России в помещении | Москва           | 7 (q)  | 400 м        | 53,66     |
| 2015 | Чемпионат России             | Чебоксары        | 10 (q) | 400 м        | 52,95     |